# Quint Cervidi Escèvola
Quint Cervidi Escèvola (en llatí: Quintus Cervidius Scaevola) va ser un jurista romà del temps d'Antoní Pius, al segle ii. Va fer uns comentaris de les lleis de Luci Ver i Marc Aureli en termes que donen a entendre que eren vius quan ho escrivia. Marc Aureli el va utilitzar com a conseller legal, segons Juli Capitolí, que diu: usus est Scaevola praecipue juris perito. No és segur que sobrevisqués Marc Aureli (mort el 180). Septimi Sever, després emperador, i Papinià van ser deixebles seus, diu Espartià. Podria ser viu encara quan Septimi Sever era emperador i Juli Paule ja exercia de jurista, segons el Digest.
Algunes de les seves Responsa les donava amb una sola paraula. El seu estil és comprimit i obscur, però va gaudir de gran reputació. El Codi Teodosià parla de Cervidi Escevola com a "Prudentissimus omnium Jurisconsultorum". Al Digest, on consten 307 referències a Escevola, figuren alguns títols dels seus escrits:
- Digestorum Libri quadraginta, que parla dels mateixos temes que es donen més breument a l'obra Responsorum Libri sex.
- Viginti Libri Quaestionum.
- Libri quatuor Regularum.
- Liber singularis Quaestionum publice tractarum, sobre temes judicials.

L'índex florentí també menciona un Liber Singularis de Quaestione Familiae, encara que aquest títol es podria atribuir a Quint Muci Escèvola.